# Rewolwer Colt Detective Special
Colt Detective Special – amerykański rewolwer, o krótkiej lufie, przeznaczony do przenoszenia w ukryciu przez detektywów policyjnych.
W 1908 firma Colt rozpoczęła sprzedaż rewolweru Colt Police Positive Special. Była to wersja rewolweru Colt Police Positive zasilana nabojem .38 Special. W 1927 na rynek trafiła wersja tego rewolweru wyposażona w lufę 51 mm która otrzymała nazwę Detective Special. Broń była oferowana funkcjonariuszom policji działającym po cywilnemu i w związku z tym potrzebującym małogabarytowej broni łatwej do ukrycia pod ubraniem. W trakcie produkcji broń dwukrotnie była modyfikowana (w latach 40. i 70. XX wieku). Od 1950 produkowana była wersja tego rewolweru wyposażona w szkielet ze stopu lekkiego pod nazwą Colt Cobra.